# Рюмшине
Рю́мшине (крим. Rümşıne, раніше — Балашівка, крим. Balaşivka, до 1945 — переселенська ділянка № 20 Леккерт) — село Джанкойського району Автономної Республіки Крим. Населення становить 246 осіб. Орган місцевого самоврядування — Яснополянська сільська рада. Розташоване на півночі району.

## Географія
Село розташоване на півночі району, в Присивашському степу, на виступаючому в Сиваш півострові, висота над рівнем моря — 10 м. Найближчі села: Яснополянське за 2,5 кілометра на південний схід і Володине за 4 кілометрах на південний захід. Відстань до райцентру — близько 30 кілометрів, найближча залізнична станція — Солоне Озеро — близько 23 км.

## Історія
Єврейську переселенську ділянку № 20, яка пізніше отримала назву Леккерт (в честь єврейського революціонера Гірша Леккерта) було засновано в кінці 1920-х років (на території Тереклинської сільради), до 1940 року село стало центром сільради. Незабаром після початку Німецько-радянської війни частина єврейського населення Криму була евакуйована, з решти під окупацією більшість розстріляні.
Після звільнення Криму від німців в квітні 12 серпня 1944 року було прийнято постанову № ГОКО-6372с «Про переселення колгоспників в райони Криму» та у вересні 1944 року в район приїхали перші новосели (27 сімей) з Кам'янець-Подільської та Київської областей, а на початку 1950-х років пішла друга хвиля переселенців з різних областей України. Указом Президії Верховної Ради Російської РФСР від 21 серпня 1945 року Леккерт був перейменований в Балашівку та Леккертська сільрада — в Балашівську..
У Довіднику  «Кримська область — 1968 рік», в розділі перейменувань, записано, що в період з 1954 по 1968 рік в Рюмшине перейменовано 20-ту переселенську ділянку. Село входило до складу Цілинної сільради, з 1975 року — у складі Яснополянської сільради.